# ランスフォード・ヘイスティングズ
ランスフォード・ウォーレン・ヘイスティングズ（英語: Lasford Warren Hastings、1819年 - 1870年）は、アメリカ合衆国の開拓者、アメリカ連合国の軍人。ヘイスティングズは、西部開拓時代において、西部開拓者が通るカリフォルニア・トレイルの中でも、現在のユタ州からカリフォルニア州の間の一部を短絡するヘイスティングズ・カットオフを開拓・提唱したことで知られる。このヘイスティングズ・カットオフは、1846年にドナー隊が利用しており、その後の同隊の悲劇の一因となったことでも著名である。また、南北戦争においては、アメリカ連合国陸軍少佐であった。

## 若年期
ランスフォード・ヘイスティングズは、1819年にオハイオ州マウントバーノンでウェイトスティルとルシンダ・"ウッド"・ヘイスティングズの間に誕生した。彼は、1634年にイングランド・イースト・アングリアからマサチューセッツ湾植民地へと入植した開拓者のトーマス・ヘイスティングズの子孫であった。ヘイスティングズは、弁護士教育を受けた。1842年、ヘイスティングズは陸路でオレゴン州へと旅行し、そこでジョン・マクローリン博士の代理人を短期間務め、ウィラミット滝の近くで土地請求の準備を行い、オレゴンシティの調査を行った。1843年春、ヘイスティングズはオレゴンを離れ、メキシコ共和国領で人口の少ない地域であったアルタ・カリフォルニアに向かった。1844年には、アメリカ合衆国へと戻るが、この時にはヘイスティングズはメキシコ共和国からカリフォルニアを無理やり引きはがし、カリフォルニア共和国の建国に助力することに決め、彼は高官でもあり続けた。

## カリフォルニア共和国

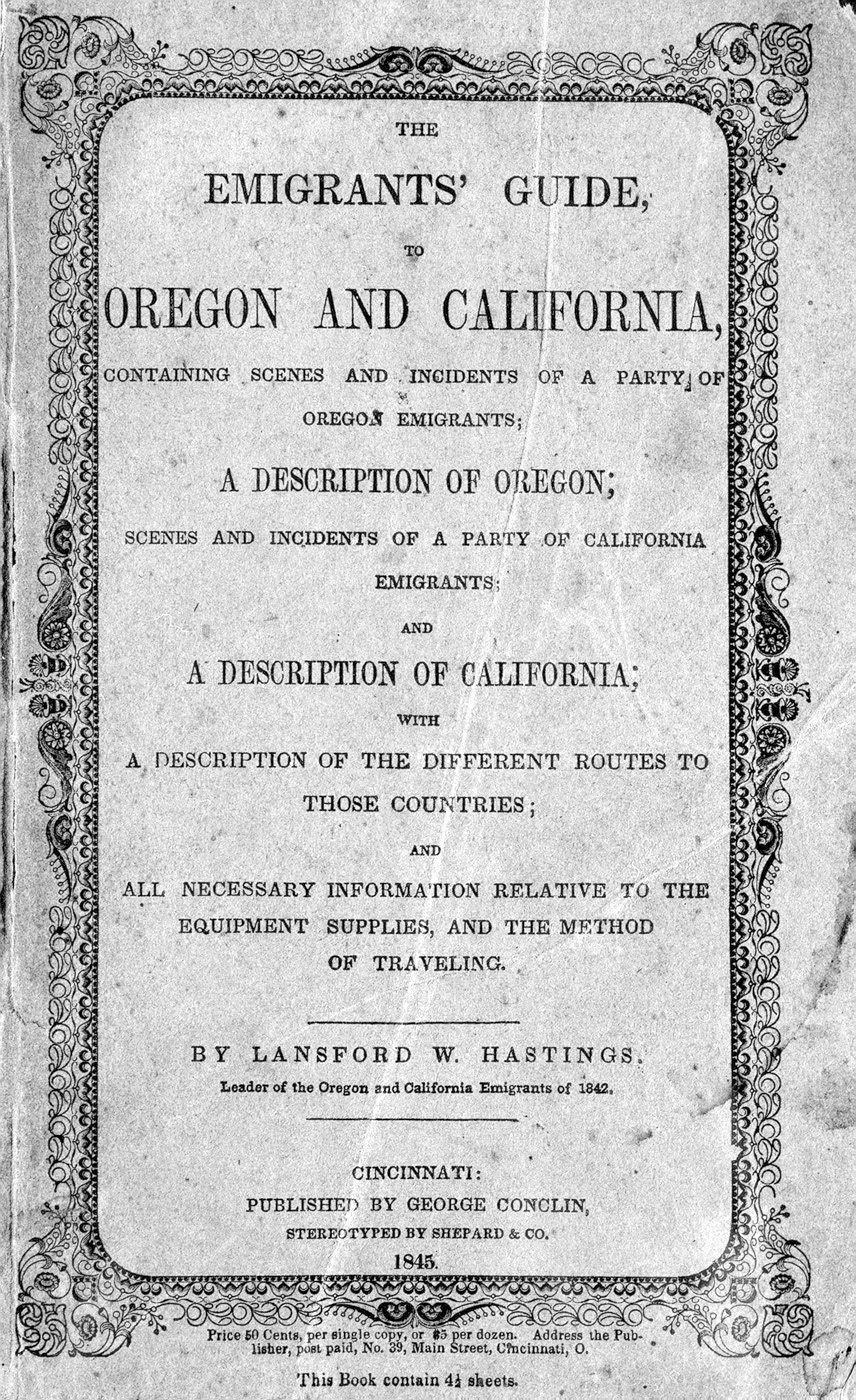
11845年に刊行された「オレゴン・カリフォルニア移民への手引書」の標題紙

ヘイスティングズは、アメリカ合衆国民にカリフォルニアへの移住を勧める本、「オレゴン・カリフォルニア移民への手引書」（英語: The Emigrants' Guide to Oregon and California）を著した。この本は、少数であっても、彼らが無血革命に影響することを期待して著された。彼は、カリフォルニアについて、熱い語り口で説明し、陸路での移住者に向けて、実践的な助言も行った。この本の中で、彼は次のような記載を残している。

カリフォルニアへの移住する移民にとって、最も直線的なルートは、ブリッジャー砦でオレゴン・トレイルから外れることだ。要するに、そこから西南西、ソルトレイク方面へと進む。更にそこからは記載したルートに沿って進めば、サンフランシスコの港までたどり着くことできる。

ヘイスティングズは、自分自身でこのルートを辿る前にこの文書を著しており、ワサッチ山脈やユタ州西部に広がるボンネビル・ソルトフラッツを横断する難しさを認識していなかった。彼が、自分自身が提案したこのルートを最初に辿った時でさえ、ソルトレイクシティからブリッジャー砦の区間のみであり、天候も穏やかで、時間の制約もなかったという。グレートソルトレイク砂漠の部分横断も試みていなかった。この様な状況であったにもかかわらず、その後、ヘイスティングズは自分の提案したこの陸路が、ほかのどのルートよりも速く、優れているという言葉を熱心に宣伝した。歴史家のトーマス・F・アンドルースは、「著書と、トレイルの先導者として、ヘイスティングズの名声は、トレイルでのヘイスティングズの存在と相まって...、ドナー隊の移民に、現在、ヘイスティングズ・カットオフと彼の名前が付けられている近道の採用することを説得することに強い影響力があった」と語っている。
ヘイスティングズの帝国の夢は、カリフォルニアが、米墨戦争の最中にアメリカ合衆国軍に占領されたことで崩壊した。1848年には、グアダルーペ・イダルゴ条約が結ばれ、正式にカリフォルニアはアメリカ合衆国に割譲された。
カリフォニアに残るヘイスティングズの家は、ヘイスティングズ・アドービ（ヘイスティングズのアドービレンガ造の家）として、アメリカ合衆国国家歴史登録財に登録されている。

## 晩年

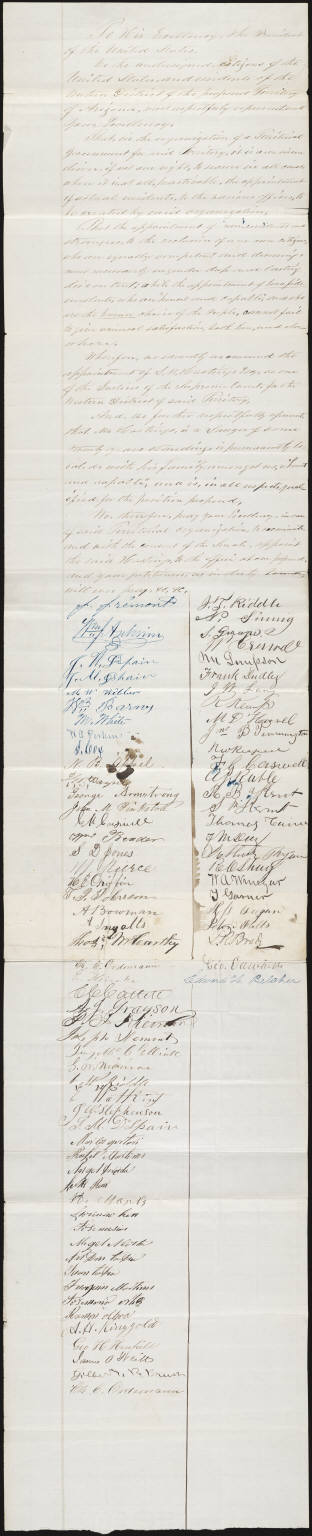
当時のアメリカ合衆国大統領・エイブラハム・リンカーンに宛てられた請願。アリゾナ準州の市民によって書かれたものであり、ジョン・C・フレモントをはじめとしたアリゾナ準州人々がランスフォード・ヘイスティングズの任命を求めている。

米墨戦争期間中、カリフォルニア大隊の指揮官を務めていたヘイスティングズは、戦争終結後に法律事務を再開した。1848年に、シャーロット・トーラーと結婚し、1849年のカリフォルニア州憲法制定会議の代表者となった。1850年代後半になると、ヘイスティングズ一家は、アリゾナ準州ユマに移住し、ヘイスティングズは、当地で郵便局長と領地裁判官を務めていた。南北戦争の期間中、ヘイスティングズはアメリカ連合国に属していた。1864年、ヘイスティングズはバージニア州リッチモンドへと赴き、当地でアメリカ連合国大統領のジェファーソン・デイヴィスと面会、カリフォルニアをアメリカ合衆国から分割し、アメリカ連合国へと編入する計画への支援を強化するように求めた。この面会により、デイヴィスは、ヘイスティングズをアメリカ連合国陸軍少佐に任命したと宣伝し、アリゾナの陸軍部隊を、カリフォルニアの守護する為に指揮することを求めた。しかしながら、南北戦争が翌年早々に終結したことから、いわゆるヘイスティングズの案は、ほとんど何もなされないままであった。
南北戦争の終結後、多くの元アメリカ連合国民たちは、ブラジルに植民地を創るべく、アメリカ合衆国を離れた。ヘイスティングズも、この移民団が移住した地域を訪れ、ブラジル政府と協定を結び、新たな移住者を募るため、「ブラジルへの移民の手引書」（英語: The Emigrant's Guide to Brazil）を著している。1870年にデンマーク領西インド諸島・セント・トーマス島で死去した。この時、彼はブラジル中部のサンタレンにある、彼の植民地への入植者の乗船作業を指揮しており、黄熱に罹患して亡くなったものと考えられている。